# باغ همایونی
باغ همایونی مربوط به دوره قاجار است و در بروجرد، خیابان شهدا، کوچه بشیرالمعظم، کوچه زمرد واقع شده و این اثر در تاریخ ۱۱ مرداد ۱۳۸۴ با شمارهٔ ثبت ۱۲۵۳۷ به‌عنوان یکی از آثار ملی ایران به ثبت رسیده است.